# Réseau routier du Val-de-Marne
Cet article présente l'histoire, les caractéristiques et les événements significatifs ayant marqué le réseau routier du département du Val-de-Marne en France.
Au 31 décembre 2017, la longueur totale du réseau routier du département du Val-de-Marne est de 2 458 kilomètres, se répartissant en 52 kilomètres d'autoroutes, 26 kilomètres de routes nationales, 412 kilomètres de routes départementales et 1 968 kilomètres de voies communales.  

## Histoire

### XXesiècle

#### Réforme de 1930
Devant l'état très dégradé du réseau routier au lendemain de la Première Guerre mondiale et l'explosion de l'industrie automobile, l'État, constatant l'incapacité des collectivités territoriales à remettre en état le réseau routier pour répondre aux attentes des usagers, décide d'en prendre en charge une partie. L'article 146 de la loi de finances du 16 avril 1930 prévoit ainsi le classement d'une longueur de l'ordre de 40 000 kilomètres de routes départementales dans le domaine public routier national. En ce qui concerne le département de la Seine, ce classement devient effectif à la suite du décret du 11 juin 1931.

#### Création du département en 1968
Avant le 1er janvier 1968, certaines communes du département du Val-de-Marne faisaient partie du département de la Seine, d'autres du département de Seine-et-Oise.

#### Réforme de 1972
En 1972, un mouvement inverse est décidé par l'État. La loi de finances du 29 décembre 1971 prévoit le transfert dans la voirie départementale de près de 53 000 kilomètres de routes nationales. 

### XXIesiècle

#### Réforme de 2005
Une nouvelle vague de transferts de routes nationales vers les départements intervient avec la loi du 13 août 2004 relative aux libertés et responsabilités locales, un des actes législatifs entrant dans le cadre des actes II de la décentralisation où un grand nombre de compétences de l'État ont été transférées aux collectivités locales. Dans le domaine des transports, certaines parties des routes nationales sont transférées aux départements et, pour une infime partie, aux communes (les routes n'assurant des liaisons d'intérêt départemental). 
Le décret en Conseil d’État définissant le domaine routier national prévoit ainsi que l’État conserve la propriété de 8 000 kilomètres d’autoroutes concédées et de 11 800 kilomètres de routes nationales et autoroutes non concédées et qu'il cède aux départements un réseau de 18 000 kilomètres. 
Dans le département du Val-de-Marne, le transfert est décidé par arrêté préfectoral signé le 21 décembre 2005. 73 kilomètres de routes nationales sont déclassées. La longueur du réseau routier national dans le département passe ainsi de 99 kilomètres en 2004 à 26 en 2006 pendant que celle du réseau départemental s'accroît de 360 à 429 kilomètres.

## Caractéristiques

### Consistance du réseau
Le réseau routier comprend cinq catégories de voies : les autoroutes et routes nationales appartenant au domaine public routier national et gérées par l'État, les routes départementales appartenant au domaine public routier départemental et gérées par le Conseil général du Val-de-Marne et les voies communales et chemins ruraux appartenant respectivement aux domaines public et privé des communes et gérées par les municipalités. Le linéaire de routes par catégories peut évoluer avec la création de routes nouvelles ou par transferts de domanialité entre catégories par classement ou déclassement, lorsque les fonctionnalités de la route ne correspondent plus à celle attendues d'une route de la catégorie dans laquelle elle est classée. Ces transferts peuvent aussi résulter d'une démarche globale de transfert de compétences d'une collectivité vers une autre.
Au 31 décembre 2011, la longueur totale du réseau routier du département de la Val-de-Marne est de 2 444 kilomètres, se répartissant en 52 kilomètres d'autoroutes, 27 kilomètres de routes nationales, 422 kilomètres de routes départementales et 1 943 kilomètres de voies communales. 
Il occupe ainsi le 92e rang au niveau national sur les 96 départements métropolitains quant à sa longueur et le 4e quant à sa densité avec 10,0 kilomètres par km2 de territoire.
Trois grandes réformes ont contribué à faire évoluer notablement cette répartition : 1930, 1972 et 2005.
L'évolution du réseau routier entre 2002 et 2017 est présentée dans le tableau ci-après.
|                        | 2002  | 2003  | 2004  | 2005  | 2006  | 2007  | 2008  | 2009  | 2010  | 2011  | 2012  | 2013  | 2014  | 2015  | 2016  | 2017  |
| ---------------------- | ----- | ----- | ----- | ----- | ----- | ----- | ----- | ----- | ----- | ----- | ----- | ----- | ----- | ----- | ----- | ----- |
| Autoroutes             | 55    | 55    | 55    | 55    | 55    | 56    | 56    | 55    | 52    | 52    | 52    | 52    | 52    | 52    | 52    | 52    |
| Routes nationales      | 99    | 99    | 99    | 26    | 26    | 26    | 26    | 24    | 27    | 27    | 27    | 27    | 27    | 27    | 27    | 26    |
| Routes départementales | 358   | 358   | 360   | 356   | 429   | 427   | 422   | 422   | 421   | 422   | 415   | 414   | 414   | 414   | 412   | 412   |
| Voies communales       | 1 934 | 1 937 | 1 943 | 1 943 | 1 948 | 1 929 | 1 929 | 1 938 | 1 943 | 1 943 | 1 953 | 1 955 | 1 955 | 1 988 | 1 995 | 1 968 |
| TOTAL                  | 2 446 | 2 449 | 2 457 | 2 380 | 2 458 | 2 438 | 2 433 | 2 439 | 2 443 | 2 444 | 2 447 | 2 448 | 2 448 | 2 481 | 2 486 | 2 458 |

### Autoroutes
- Autoroute française A4
- Autoroute française A6
- Autoroute française A6a
- Autoroute française A6b
- Autoroute française A86
- Autoroute française A106

### Routes européennes
- Route européenne 5
- Route européenne 15
- Route européenne 50
- Route européenne 54

### Voies express
- Route nationale 406
- Route départementale 1 (Val-de-Marne) (à Créteil)
- Route nationale 186 (entre Thiais et l'A86)
- Route nationale 186a (dédoublement de la N186 entre Thiais et la D265)
- Route nationale 186b (dédoublement de la N186 entre Thiais et la D265)

### Routes nationales
- Pour la N406 : voir la section Voies express ci-dessus.
- Route nationale 6 (France) entre Créteil (Carrefour Pompadour) et l'Essonne
- Route nationale 186 entre Thiais et les Hauts-de-Seine
- Route nationale 486 entre Nogent-sur-Marne et l'autoroute A4

### Routes nationales déclassées
- Route nationale 4 (France) (déclassée en D4)
- Route nationale 5 (France) (déclassée en N6 puis D6) entre Paris et Créteil (Carrefour Pompadour).
- Route nationale 6 (France) (déclassée en D6) entre Paris et Créteil (Carrefour Pompadour).
- Route nationale 7 (France) (déclassée en D7) entre Paris et l'A106.
- Route nationale 19 (France) (déclassée en D19) entre Paris et la N406.
- Route nationale 20 (France) (déclassée en D920) dans le Val-de-Marne à Arcueil et Cachan. (Dans les Hauts-de-Seine, elle est également numérotée D920).
- Route nationale 186 (déclassée en D86) entre Fontenay-sous-Bois et Thiais.
- Route nationale 303 (déclassée en D3, D4 à Joinville-le-Pont, D11, D203)
- Route nationale 304 (tracé de Paris à Esternay) (déclassée en N4 puis D4)
- Route nationale 305 (déclassée en D5) sur tout son parcours.
- Route nationale 316 (déclassée en A86, A3) sur tout son parcours dans les Seine-Saint-Denis et le Val-de-Marne

### Routes départementales
Les routes départementales du Val-de-Marne ont changé de numérotation. La nouvelle numérotation est indiquée sur le plan établi par le Conseil général du Val-de-Marne.

### Actuelles
La liste des actuelles routes départementales comprend les voies suivantes : 
Réseau magistral
- Route départementale 1 (Val-de-Marne) de Créteil à Bonneuil-sur-Marne ;
- Route départementale 10 (Val-de-Marne) de Villiers-sur-Marne à Champigny-sur-Marne et de Sucy-en-Brie à Bonneuil-sur-Marne ;
- Route départementale 60 (Val-de-Marne) (actuellement entre Valenton et Bonneuil-sur-Marne) ;

Réseau principal
- Route départementale 103 (Val-de-Marne) de Paris - Porte de Bercy à Saint-Maurice ;
- Route départementale 118 (Val-de-Marne) à Saint-Maur-des-Fossés ;
- Route départementale 148 (Val-de-Marne) de L'Haÿ-les-Roses à Joinville-le-Pont ;
- Route départementale 152 (Val-de-Marne) d'Ivry-sur-Seine à Choisy-le-Roi ;
- Route départementale 154 (Val-de-Marne) de Charenton-le-Pont à Arcueil ;

Réseau secondaire
- Route départementale 274 (Val-de-Marne) de Vitry-sur-Seine à Choisy-le-Roi.

### Anciennes
La liste des anciennes routes départementales comprend les voies suivantes :
- Ancienne route départementale 48 (Val-de-Marne) de Vitry-sur-Seine à Saint-Maur-des-Fossés ;
- Ancienne route départementale 48e (Val-de-Marne) de ... à ... ;
- Ancienne route départementale 52 (Val-de-Marne) d'Ivry-sur-Seine à Choisy-le-Roi (limite Vitry-Choisy) ;
- Ancienne route départementale 55 (Val-de-Marne) de ... à ... ;
- Ancienne route départementale 55a (Val-de-Marne) de ... à ... ;
- Ancienne route départementale 60 (Val-de-Marne) de ... à ... ;
- Ancienne route départementale 124 (Val-de-Marne) de Paris Porte d'Ivry à Choisy-le-Roi ;
- Ancienne route départementale 126 (Val-de-Marne) de ... à ....

## Ouvrages d'art

### Viaduc ou pont
- Pont du Port à l'Anglais sur la D148 (anciennement D48).
- Viaduc de Choisy-le-Roi sur l'A86.

### Tunnels
- Tunnel Guy Moquêt sur l'A86.
- Tunnel de Thiais sur l'A86.